# ایتوآنگو
ایتوآنگو (به اسپانیایی: Ituango) یک سکونتگاه مسکونی در کلمبیا است که در Northern Antioquia واقع شده‌است.